# São João da Ponta
São João da Ponta è un comune del Brasile nello Stato del Pará, parte della mesoregione del Nordeste Paraense e della microregione di Salgado.